# Morgan Hermand-Waiche
Pour les articles homonymes, voir Hermand.
Compléments
Directeur général d'Adore Me.
Morgan Hermand-Waiche est un homme d'affaires français.
Il est connu pour avoir fondé, en 2011, la deuxième marque de lingerie des États-Unis, Adore Me.

## Biographie

### Jeunesse et études
Morgan Hermand-Waiche à Marseille (Bouches-du-Rhône). Son père est issu d'une famille émigrée très pauvre mais est devenu un marchand de vêtements de mode dans le sud de la France. Morgan Hermand-Waiche étudie à l'École de Provence puis au lycée Thiers et entre à l'École nationale supérieure des mines de Paris. En 2004, alors à l'école, il fonde le site web Rent Everywhere, qui « permettait de trouver un logement à l'étranger pour une durée temporaire (1 semaine à 6 mois) ». Il décroche son premier emploi chez McKinsey & Company où il travaille entre septembre 2005 et juin 2008. Après avoir passé une année dans un fonds d'investissement alternatif, il voyage en Europe puis en Asie, particulièrement à Hong Kong où il s'installe quelque temps. Il part ensuite pour Boston (Massachusetts) et reçoit sa maîtrise de l'Harvard Business School en 2010.

### Carrière professionnelle
En 2011, juste après être sorti de l'université, il cherche un ensemble de sous-vêtements pour sa petite amie mais les prix sont trop élevés. Il décide alors de lancer le site de vente en ligne low cost, Adore Me, et fait appel à des fonds de placement, tels qu'Upfront Ventures. En peu de temps, elle devient la deuxième marque de lingerie des États-Unis, derrière Victoria's Secret.